# Ken Hahn
Kenneth Alvin Hahn, detto Ken (Chicago, 5 giugno 1928 – Durham, 2 agosto 2006), è stato un pallanuotista statunitense, che ha disputato il torneo di pallanuoto ai Giochi di Melbourne 1956.
Sempre nella pallanuoto, ai II Giochi panamericani, ha vinto 1 argento.